# Stein von Mora
Der Stein von Mora (schwedisch Mora sten) war ein Monument, an dem die Svear im Mittelalter ihre Königswahl abhielten. Das Monument lag etwa 10 Kilometer südöstlich von Uppsala in der heutigen schwedischen Gemeinde Knivsta. Der Platz lag ungefähr in der Mitte zwischen den Gerichtsplätzen der alten Regionen Attundaland und Tiundaland.

## Mora ting
Zur Wahl der mittelalterlichen schwedischen Könige wurde beim Monument eine Versammlung abgehalten. Nach der Wahl stellte sich der neue König auf einen flachen Stein und die Anwesenden huldigten ihm.
Aufgrund geltender Gesetze musste der neue König durch die verschiedenen Landesteile ziehen und sich von den Oberen der jeweiligen Gerichtsbarkeit bestätigen lassen. Diese Reise trug den Namen Eriksgata.

## Gewählte Könige
1. Magnus Ladulås war 1275 der erste König, für den es Belege gibt, dass er beim Stein von Mora gewählt wurde.
2. Magnus Birgersson, der Enkel von Magnus Ladulås, wurde 1319 kurz nach seiner Wahl hingerichtet.
3. Christian I. war 1457 der letzte hier gewählte König.

## Mora stenar

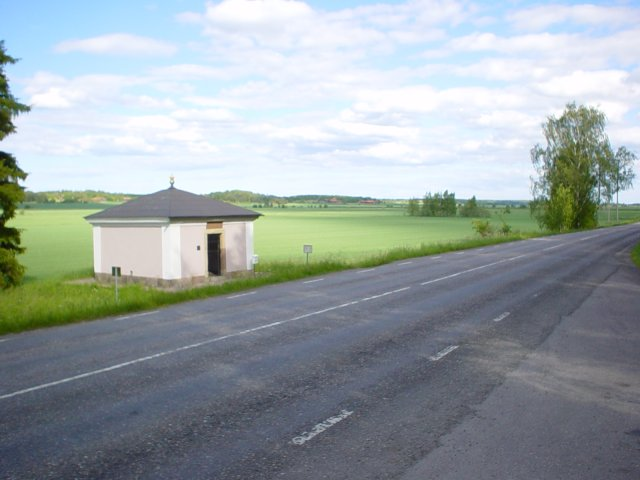
Heutiges Schutzhaus für die Steinfragmente

Neben dem Monument gab es auch weitere Gedenksteine, die über frühere Könige und ihre Wahl berichteten. Nach der Wahl eines neuen Königs wurde ein kleinerer Stein für die Dauer der Regierung auf dem Monument platziert. Nach dem Ende der Regierungsperiode wurde dieser Stein neben dem Monument aufgestellt. Fragmente dieser Steine werden seit 1770 in einem schützenden Gebäude  aufbewahrt. Eines dieser Fragmente ist unter dem Namen Stenen Tre Kronor bekannt, da es eines der frühesten Beispiele für die Benutzung der drei Kronen als schwedisches Reichssymbol ist. Das Fragment stammt aus dem Gedenkstein zur Wahl von Albrecht von Mecklenburg.
Das Monument selbst wurde wahrscheinlich um 1515 absichtlich zerstört. Es gibt Berichte, dass sowohl Gustav Wasa als auch sein Sohn Johann III. vergeblich versuchten, den Platz wiederherzustellen. Andererseits kann Gustav Wasa auch am Verschwinden des Monumentes beteiligt gewesen sein, da er die erbliche Thronfolge einführen wollte, die mit einer Königswahl nicht vereinbar war.